# Trentepohlia aequivena
Trentepohlia aequivena är en tvåvingeart som beskrevs av Alexander 1980. Trentepohlia aequivena ingår i släktet Trentepohlia och familjen småharkrankar.
Artens utbredningsområde är Ecuador. Inga underarter finns listade i Catalogue of Life.